# Línia balancejada
Una línia balancejada és un circuit que es fa servir en les tècniques per eliminar sorolls d'un determinat senyal elèctric. A més a més pot augmentar el guany si es tracta, per exemple, d'un corrent altern com ara, el senyal provinent d'un instrument musical. Encara que també hi ha línies balancejades d'alta freqüència, es fan sobretot servir en baixa freqüència en concerts musicals per poder cobrir llargues distàncies sense que les ones electromagnètiques alterin el senyal en forma de soroll.

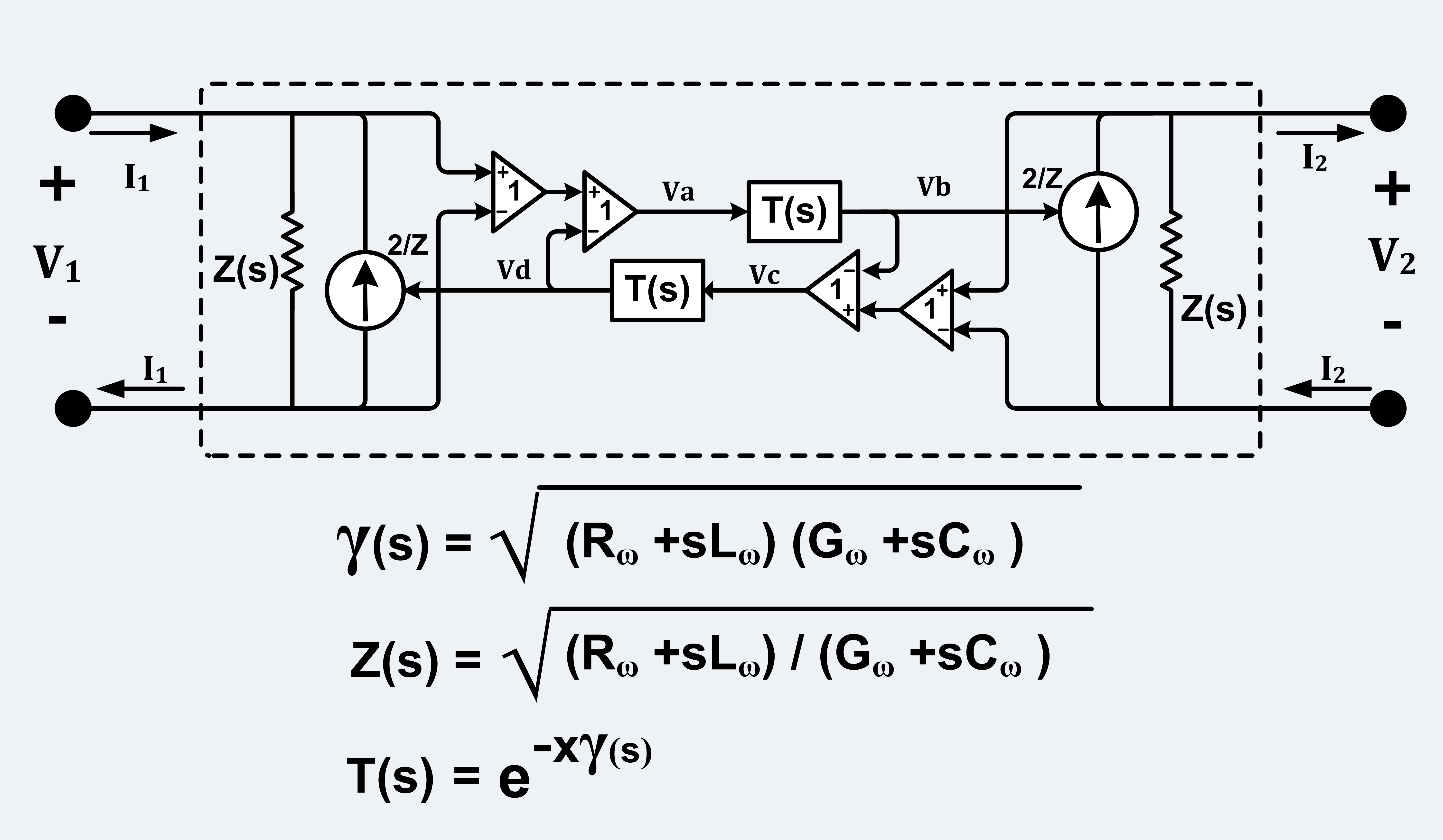
Línia de transmissió balancejada

## Funcionament
A priori la tècnica del balancejat no és molt complexa, de fet, es basa en una teoria que explica que qualsevol senyal que passi per un conductor és susceptible de ser modificat per sorolls electromagnètics. El balancejat del senyal consisteix en una inversió en fase d'un corrent altern a la sortida d'un dispositiu compatible amb aquesta tècnica.
Aquest senyal invertit en fase es transmet per un conductor al mateix temps que ho fa el senyal original. A més, fa menester un tercer conductor per fer de massa. En el dispositiu receptor del senyal s'inverteix en fase novament la que ja estava invertida prèviament, de manera que s'augmenta el guany en primer lloc i, en segon, s'eliminen els sorolls en sumar les interferències invertides en fase.